# Fuga (musica)
La fuga è una forma musicale polifonica basata sull'elaborazione contrappuntistica di un'idea tematica (a volte due o tre), che viene esposta e più volte riaffermata nel corso della ricerca di tutte le possibilità di espressione e/o contrappuntistiche da essa offerte. La struttura della fuga e i procedimenti imitativi e canonici in essa applicati si sono consolidati tra il XV e il XVII secolo. Dalla seconda metà del Seicento alla prima metà del Settecento (quindi nel momento di massimo splendore del Barocco) la fuga è stata la più importante forma contrappuntistica strumentale. Per le sue caratteristiche, la fuga è stata scritta soprattutto per strumenti polifonici (in grado cioè di produrre contemporaneamente due o più suoni) ma anche per vari insiemi strumentali o vocali. È considerata una delle più importanti espressioni del contrappunto nella storia della polifonia occidentale.

## Origini e sviluppo
Durante il Basso medioevo e il Rinascimento, il termine "fuga" era utilizzato per indicare il canone, o composizioni che si basavano sull'artificio compositivo del canone (per esempio, le Missae ad fugam). Nel periodo successivo, invece, si distingue tra fuga ligata per indicare il canone, e fuga soluta (sciolta, in quanto libera dai vincoli del canone) per indicare la fuga vera e propria. Tra Quattrocento e Seicento l'influenza dei compositori franco-fiamminghi sull'ambiente musicale europeo diede vita a un insieme di procedimenti che poi sarebbero stati denominati contrappuntistici (Contrappunto, da punctus contra punctum, significa "nota contro nota"), sui quali si sarebbe basata la fuga. A partire dal primo '600 con "fuga" si comincia a indicare genericamente una composizione basata sul contrappunto imitativo. Durante il Seicento quindi, la "fuga" unifica in sé il ricercare, la canzona e altre composizioni di stampo contrappuntistico (come alcuni generi tra cui le Toccate e le Fantasie). In questo processo le composizioni originarie perdono progressivamente il pluritematismo: in tal modo la fuga diventa sempre più una composizione monotematica (basata quindi su un solo soggetto), anche se vi sono alcuni casi, peraltro molto importanti, di fughe a più soggetti (come per esempio il Contrapunctus XIV del L'arte della fuga di Bach, rimasto incompiuto).

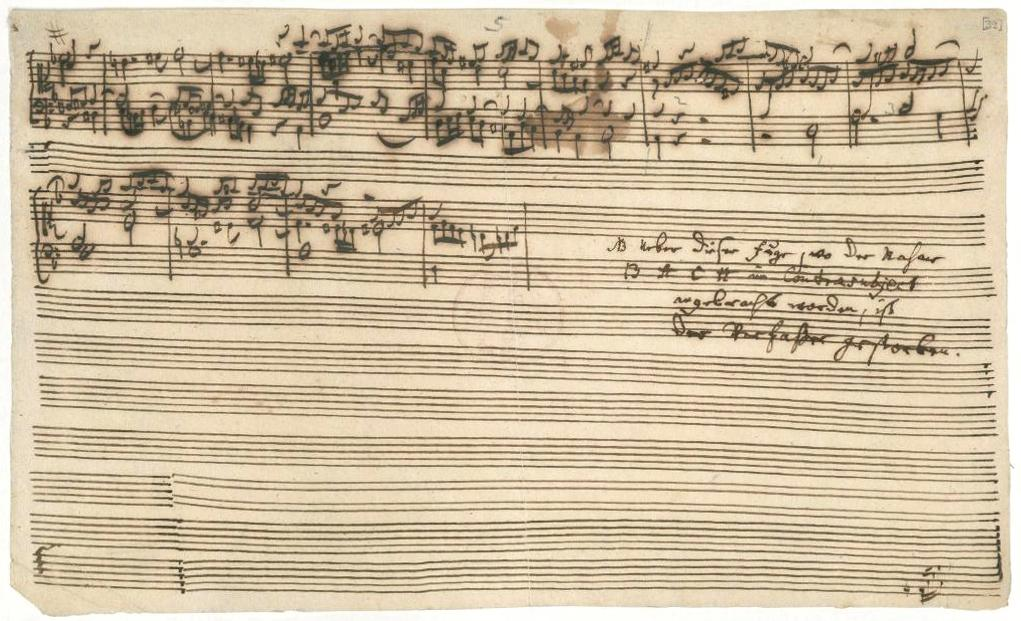
Manoscritto dell'ultima pagina dell'ultima fuga de L'arte della fuga di Johann Sebastian Bach

Nella seconda metà del Seicento e nella prima metà del Settecento la fuga diventò la composizione contrappuntistica per tastiera per eccellenza, (ma anche sul liuto, come nel caso del grande liutista Sylvius Leopold Weiss, che improvvisò perfino fughe insieme a Bach, come affermò Johann Friedrich Reichardt) e in ambiente tedesco raggiunse i vertici più alti con Buxtehude, Pachelbel, Händel, e soprattutto con Bach. In questo periodo infatti gli autori tedeschi sfruttarono al massimo la tonalità e le nuove risorse da essa offerte, creando fughe dotate di un'espressività senza pari. La fuga vive la sua epoca d'oro in particolare con l'opera di Bach. Questi fece uno studio approfondito delle opere del presente e del passato (è risaputo che Bach studiò le opere di tutti i maestri tedeschi e ricopiò per sua conoscenza opere di autori francesi e italiani) e, forte di queste conoscenze, le amalgamò tutte creando fughe di ogni genere e stile, che fondono tutti gli aspetti che fino ad allora contraddistinguevano la fuga, da quello contrappuntistico a quello espressivo e stilistico, passando per quello didattico. Oltre a numerosissime fughe per organo, spesso accompagnate da una toccata, scrisse in particolare Il clavicembalo ben temperato (Das Wohltemperierte Klavier), contenente 48 fughe, che oltre a essere un'opera di importanza capitale per lo sviluppo e l'affermazione della tonalità, è anche un'opera didattica e di grandissimo valore artistico. Inoltre scrisse L'arte della fuga (Die Kunst der Fuge), contenente quattordici fughe tra le più complesse che siano mai state composte, l'Offerta Musicale (Das musikalische Opfer), contenente fughe a tre e a sei voci (che Bach denominò però ricercari), e numerose altre fughe e fughette per vari strumenti (anche tre fughe per violino, inserite nelle celebri Sonate per violino solo).
Nei secoli successivi la fuga perse la sua posizione di preminenza sulle altre forme per tastiera, perché il contrappunto, lo stile su cui si basa la fuga, venne soppiantato da altri stili che erano l'espressione delle più diverse correnti culturali: il Classicismo, il Romanticismo, le varie correnti del secondo Ottocento e del Novecento. Tuttavia la fuga è sopravvissuta attraverso i secoli per diversi motivi: in primo luogo perché il contrappunto era considerato un elemento importante per la formazione di un compositore; in secondo luogo perché la fuga seppe adattarsi ai tempi sia rinnovando il proprio stile a seconda di quello del tempo, sia presentandosi come rievocazione del contrappunto barocco.
Nel periodo classico la fuga perse molta della sua importanza proprio perché il classicismo nacque come reazione alle complessità barocche, a favore della semplicità e dei classici greci e romani (uno dei più antichi prodotti di questa reazione era stata l'Accademia dell'Arcadia, per esempio). Questo fece sì che già la generazione successiva a quella di Bach praticasse molto più raramente la fuga: gli stessi figli di Bach, Karl Philipp Emanuel Bach e Johann Christian Bach, ne sono un esempio. Il fulcro dell'arte divenne la città di Vienna, dove lo stile di tendenza fu quello della forma-sonata, su cui si basavano la sonata, la sinfonia, il concerto, e i pezzi della musica da camera. Così mentre le composizioni sacre mantennero il loro stile contrappuntistico, il fulcro della cultura divenne la musica delle corti e dei salotti degli intellettuali, il cosiddetto "stile galante". La fuga si adattò a questo stile, venendo spesso inserita all'interno di forme più ampie, oppure venne utilizzato lo stile del fugato. Haydn concluse tre dei suoi quartetti (il n.2, il n.5 e il n.6) con delle fughe, che presentano tratti intermedi tra lo stile barocco e quello galante; Clementi compose molte fughe, inserendole anche in opere didattiche come il Gradus ad Parnassum, che contiene 9 fughe, 2 fugati e 6 canoni; Mozart studiò il contrappunto e scrisse diverse fughe, alcune senza inserirle in forme più ampie (la Fuga per due pianoforti KV 426, per esempio), altre inserendole in un insieme di composizioni (come il Kyrie del Requiem KV 626, o la Fantasia e Fuga KV 394); Beethoven inserì delle fughe nelle sue ultime sonate (op. 101, op. 106 e op. 110), scrisse una Grande Fuga op. 133 per quartetto d'archi, e inserì delle parti fugate in diverse composizioni (come nel quarto movimento della sinfonia n.3).
L'Ottocento è il secolo in cui avviene la riscoperta della musica antica (che, pur non essendo caduta nell'oblio, era sconosciuta alla stragrande maggioranza del pubblico): prova ne è l'esecuzione della Matthäuspassion di Bach a Berlino, diretta da Mendelssohn nel 1829. Mentre da un lato la riesecuzione delle composizioni barocche diventa una pratica sempre più comune, le composizioni che comprendono lo stile contrappuntistico devono conciliare quest'ultimo con i caratteri dello stile romantico. Alcuni compositori, come Wagner, consideravano la fuga uno stile superato, ma la maggior parte dei grandi compositori di quel periodo composero fughe sia come composizioni separate, sia come parte di forme più grandi: Mendelssohn scrisse tre Preludi e Fuga (1837) e sei sonate per organo (1845) contenenti delle fughe; Rossini concluse il suo Stabat Mater (1841) con una grandiosa fuga del coro e inserì - secondo tradizione - due fughe, sempre corali, a conclusione del Gloria e del Credo nella Petite Messe Solennelle (1863); Schumann studiò moltissimo Il clavicembalo ben temperato e l'arte della fuga di Bach, e scrisse sei fughe sul nome BACH (1845) trasformando le lettere in note musicali secondo la notazione alfabetica tedesca, dimostrando così la sua ammirazione per il compositore, quattro Fughe op. 72 (1845), sei Studi in forma di canone op.56 (1845); Liszt compose un Preludio e Fuga sul nome BACH (1855), una Fantasia e Fuga su corale (1850), e incluse un fugato nella celebre Sonata per pianoforte in Si minore (1853); Brahms riteneva fondamentale il contrappunto per la formazione di un compositore, e scrisse 2 Preludi e Fuga, una Fuga in La bemolle minore, un Preludio corale e Fuga, per organo; Mahler inserì una fuga nel primo movimento della sinfonia n.8 (1906); Bruckner inserì una fuga nel finale della Sinfonia n.5 (1878); Strauss inserì un fugato nel poema sinfonico Also sprach Zarathustra (1896); Martucci scrisse un Tema con Variazioni e Fuga per pianoforte (1882); Verdi, che fin da giovane aveva ascoltato e studiato il genere, concluse il Falstaff (1893) con una fuga, dimostrò di saperne comporre un'altra con intelligenza nel suo Quartetto per archi in mi minore (1873) e inserì una fuga a due cori nel Sanctus della Messa da Requiem (1874).
Nel '900 la fuga prende due strade diverse: mentre alcuni compositori utilizzano questa forma come rievocazione del passato, altri la applicano alle nuove strade compositive aperte dall'atonalità e dalla dodecafonia. Il risultato della prima tendenza lo vediamo in opere come il "Tombeau de Couperin" di Ravel, che rappresenta un omaggio alla musica francese del XVIII secolo, e in particolare a François Couperin; o in opere come "En Habit de Cheval", di Erik Satie, formato da due corali e due fughe per pianoforte a quattro mani. La seconda tendenza ha dato vita invece a composizioni come il "Der Mondflek", diciottesimo pezzo della suite "Pierrot Lunaire" di Arnold Schönberg, o come le due fughe presenti nell'opera teatrale "Wozzeck" di Alban Berg, o il secondo movimento della "Sinfonia di Salmi" di Igor' Fëdorovič Stravinskij, o il primo movimento di "Musica per archi, percussioni e celesta" di Béla Bartók, o ancora i 24 Preludi e Fughe op.67 di Šostakovič costruiti sul modello del Clavicembalo ben temperato, o la risposta che Paul Hindemith dà alla musica di J.S. Bach con il grande affresco pianistico del Ludus Tonalis. Da non dimenticare il jazz: nel 1960 Dave Brubeck incide la suite Points on Jazz per due pianoforti, in cui include anche una fuga. In ambito rock merita una citazione "Fugue" del gruppo Emerson, Lake & Palmer contenuta nel loro terzo album Trilogy del 1972.
Mentre la fuga si evolveva naturalmente seguendo le tendenze del periodo (Neoclassicismo, Romanticismo, e così via), sulla base dei trattati preesistenti (come il Gradus ad Parnassum di Fux) si iniziò uno studio astratto della fuga che portò alla nascita di opere come il "Trattato della Fuga" (1753) di Friedrich Wilhelm Marpurg, il Traité de la fugue et du contrepoint (1824) di François-Joseph Fétis, e il "Corso di contrappunto e fuga" (1835) di Luigi Cherubini. Da questi lavori si sviluppò un tipo di trattatistica continuata lungo tutto il XIX secolo e buona parte del XX secolo, che ha portato alla nascita della fuga scolastica (o fugue d'école), una struttura usata per l'insegnamento compositivo che però non ha nulla a che vedere con la fuga vera e propria: la struttura della fuga scolastica tende a presentarsi come un compendio di artifici contrappuntistici, ma non corrisponde a nessuna fuga di nessuna epoca, men che meno a quelle di Bach, così libere da schemi rigidi. Negli ultimi anni lo studio della fuga è stato ripreso in maniera diversa, partendo soprattutto dall'analisi delle opere del passato: si è visto così che la fuga è una composizione molto libera e ricchissima di possibilità espressive e contrappuntistiche.

## Elementi costruttivi
Tutto lo sviluppo della fuga si basa sugli elementi tematici proposti nella prima parte della fuga, che è detta esposizione. La struttura di quest'ultima viene analizzata nella sezione esposizione e riesposizione. Di seguito si trova invece un'analisi dei singoli elementi strutturali: il soggetto, la risposta, il controsoggetto, la coda e le parti libere.

### Il soggetto
Il termine soggetto, che risale a Zarlino, indica il tema fondamentale della fuga, che può avere le caratteristiche più varie. In definitiva però ciò che caratterizza di più il soggetto di una fuga è l'incisività: infatti, le note e il carattere del soggetto sono la base del resto della fuga, e ne determinano addirittura il tipo; inoltre quanto più un soggetto è individuale, tanto più la fuga che ne risulterà sarà una composizione unica. Poiché il soggetto è incisivo, esso possiede sempre una connotazione stilistica ben precisa: per questo uno dei modi per classificare i vari tipi di fuga è proprio la connotazione stilistica del soggetto. La classificazione qui presentata si basa sull'opera bachiana:

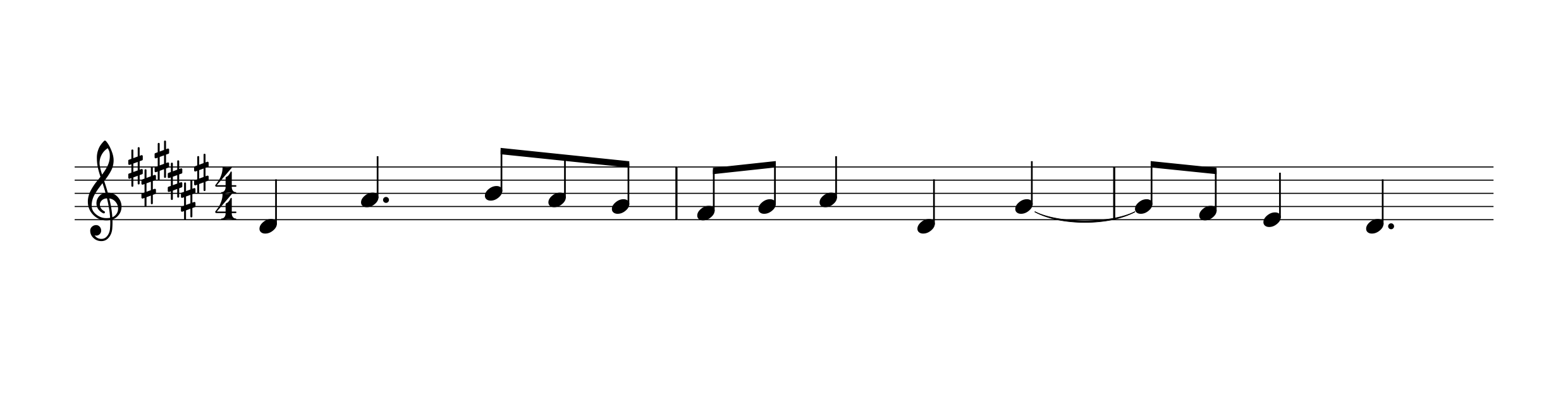
Esempio di un soggetto di una fuga-mottetto: dalla fuga VIII del 1° volume del Clavicembalo Ben Temperato

- Fuga-mottetto: deriva dall'omonima composizione vocale. Presenta quindi un soggetto vocalistico, in tempo moderato e binario. Non presenta progressioni perché si dà largo spazio alle figurazioni melodiche.
- Fuga-ricercare: deriva dall'omonima composizione strumentale. Presenta quindi un soggetto tipico delle forme strumentali del primo Seicento: breve, meno vocalistico del precedente, presenza frequente di salti o cromatismi, a valori larghi e spesso tutti uguali, non troppo veloce. Questo genere di fughe presenta larga abbondanza di artifici contrappuntistici, in quanto il ricercare mirava proprio a mettere in evidenza le possibilità contrappuntistiche del soggetto il più possibile.
- Fuga pathetica: questo genere di fughe presentano un soggetto molto espressivo, spesso in modo minore, con cromatismi espressivi, e artifici contrappuntistici non troppo elaborati. Durante il resto della fuga queste caratteristiche del soggetto fanno sì che avvenga continuamente un dialogo espressivo tra le varie voci o le varie parti.
- Fuga-danza: questo genere di fughe deriva dalle danze a stile contrappuntistico. Il soggetto è costruito secondo il movimento caratteristico di una danza (anche se non proprio a ritmo di danza, essendo la fuga e la danza composizioni con uno scopo diverso: una danza deve rispettare i passi di un ballo), le frasi sono regolari, sono frequentemente presenti progressioni e arpeggi. La fuga mira a mettere in risalto giochi ritmici.
- Fuga-toccata: deriva dall'omonima composizione strumentale. Il soggetto è particolarmente lungo, molto spesso in progressione, con fraseologia regolare (in alcuni casi irregolare, se il compositore rende la fuga virtuosistica sin dall'inizio). La fuga mira a mettere in risalto le capacità virtuosistiche dell'esecutore. Per citarne un esempio si può segnalare la Toccata und Fugue in D-moll (dal Tedesco Toccata e Fuga in Re minore) di J. S. Bach.
- Fuga-concerto: in questo genere di fughe il soggetto è a carattere violinistico, poiché deriva dalla struttura del concerto barocco, e presenta un carattere ritmico deciso ed evidente, e frequenti note ribattute. La fuga tende a evidenziare il contrasto tra "tutti" e "soli" tipico del concerto barocco.

Altra caratteristica fondamentale del soggetto è che quasi tutti i soggetti sono costruiti in modo da determinarne inequivocabilmente la tonalità. Pertanto qualsiasi soggetto inizierà sulla tonica o sulla dominante, e si concluderà sulla tonica, sulla modale, sulla dominante, o sulla sensibile. Rarissimi i casi in cui questa regola non è rispettata. Essendo l'affermazione di una determinata tonalità, la linea del soggetto risulta inoltre essere caratterizzata dalla bipolarità tonica-dominante. Le note che appartengono a una determinata tonalità infatti si suddividono in tre gruppi: gruppo di tonica, se danno un senso di fermata (I e III grado); gruppo di dominante, se tendono a concludere sulla tonica (V e VII grado), gruppo di sottodominante (II, IV e VI grado), se tendono a concludere sulla dominante. Nella struttura del soggetto queste definizioni non valgono, ma si tende a raggruppare parti intere della linea melodica (e non più le singole note) a seconda che tutte le note di quella parte della melodia tendano alla tonica (gruppo di dominante), oppure siano affermazione della tonica stessa (gruppo di tonica).

### La risposta
Si definisce risposta l'imitazione del soggetto trasportato nel tono della dominante (se il soggetto è in Do maggiore la risposta è in Sol maggiore, se il soggetto è in La minore la risposta è in Mi minore, e così via), cioè alla quinta superiore o alla quarta inferiore. La risposta viene costruita in modo che, considerando risposta e soggetto come se fossero scritti nella stessa tonalità, le note che fanno parte del gruppo della tonica diventano note del gruppo di dominante, mentre le note del gruppo di dominante diventano note del gruppo di tonica.
La risposta può essere di due tipi: reale e tonale. Nel primo caso gli intervalli rimangono identici a quelli del soggetto. Nel secondo caso presentano modificazioni intervallari rispetto al soggetto chiamate mutazioni per far rispettare la regola sopra enunciata. Poniamo il caso di un soggetto (do-mi-do-sol) che parta dalle note dell'accordo di tonica (do-mi-do) e poi concluda sulla dominante (sol): un'eventuale risposta reale, spostando tutto il blocco di una quarta o di una quinta (sol-si-sol-re), non capovolgerebbe il percorso, non consentirebbe il ritorno dalla tonica alla dominante. Allora nella risposta la nota che nel soggetto corrispondeva alla dominante viene abbassata di un grado (sol-si-sol-do): in tal modo l'ultima nota torna ad essere la tonica, l'originario intervallo di quinta del soggetto (do-sol) nella risposta tonale diventa un intervallo di quarta (sol-do invece di sol-re). Ne risulta che la regola sopra enunciata viene rispettata: alla nota del gruppo di dominante se ne fa corrispondere una del gruppo di tonica.
Naturalmente è chiaro che questa regola non è sempre applicabile: vi sono eccezioni in cui eventuali mutazioni della risposta creerebbero intervalli proibiti, arpeggi modificati, o impoverirebbero la risposta, o la renderebbero troppo diversa dal soggetto (invece all'orecchio la risposta deve sempre risultare un'imitazione del soggetto). A volte, oltre alla mutazione, si operano anche altre piccole modifiche atte a rendere la risposta più simile al soggetto. In alcuni casi, invece, la forma del soggetto è tale da necessitare una risposta non alla dominante, bensì alla sottodominante. In tal caso alla dominante nel soggetto corrisponde la tonica nella risposta, e alla tonica nel soggetto corrisponde la sottodominante nella risposta. Questo tipo di risposta si chiama plagale. Esiste inoltre un tipo di fuga, chiamato Controfuga, che subito dopo il soggetto propone come risposta un'inversione del soggetto iniziale. Sono controfughe per esempio i contrapuncti V, VI, VII, XII (rectus e inversus) e XIII (rectus e inversus) de L'arte della fuga di Johann Sebastian Bach.

### Il controsoggetto
Il controsoggetto è la controparte che accompagna il soggetto e la risposta durante lo sviluppo della fuga. Il controsoggetto ha una particolare importanza nella struttura della fuga perché costituisce un elemento tematico nuovo, a differenza della risposta che è una semplice imitazione del soggetto. L'entrata del controsoggetto spesso arricchisce il soggetto presentandolo sotto una luce nuova: infatti, il controsoggetto armonizza la risposta in modo che, anche se la linea melodica della risposta tendesse alla conclusione tonale in dominante, quest'ultima viene inserita in un'armonia che può non tendere alla conclusione in dominante. Quindi, mentre la singola linea melodica è costruita secondo una certa tendenza tonale, il risultato armonico è del tutto differente: da soli il soggetto e la risposta sarebbero un semplice gioco di opposizione bipolare tonica-dominante.
Come il soggetto, il controsoggetto tende a rimanere entro i limiti dell'intervallo di nona (eccezionalmente arriva all'undicesima), anche qui per evitare di incrociare le voci. L'insieme di soggetto e controsoggetto tende a non andare oltre l'intervallo di decima/dodicesima. Il controsoggetto, poiché dovrà accompagnare il soggetto durante il resto dell'esposizione (e, normalmente, anche nel resto della composizione), è scritto in contrappunto doppio rispetto al soggetto, in modo cioè da poter essere posizionato sopra o sotto il soggetto senza generare incongruenze armoniche. La rivoltabilità di soggetto e controsoggetto presenta anche altri problemi, come quello della possibile sovrapposizione delle voci (soprattutto in fughe a 4 o 5 voci), problema che viene risolto impiegando diverse tecniche contrappuntistiche atte allo scopo. È comunque possibile sovrapporre due voci, qualora le si continui a percepire chiaramente e non si generi confusione all'ascolto.
A seconda del tipo di soggetto, il controsoggetto presenta caratteristiche diverse. Nelle fughe tipo mottetto o ricercare esso tende ad essere un semplice e anonimo completamento lineare del soggetto, anche se non mancano eccezioni. Nelle fughe patheticae invece, capita spesso che il controsoggetto abbia una sua forte incisività, per instaurare un dialogo espressivo facendo da controparte al soggetto. Negli altri tipi di fuga il controsoggetto ha caratteristiche varie: a volte è una linea poco significativa, a volte esprime una sua personalità. I controsoggetti espressivi tendono o ad opporsi al soggetto o a dialogare con esso (per esempio facendo sì che la linea melodica del soggetto sia ferma quando si muove quella del controsoggetto e viceversa). Tuttavia, anche quando il controsoggetto non è molto incisivo, si possono creare giochi armonici interessanti come le imitazioni del soggetto o eventuali progressioni col soggetto.
Esistono anche fughe a due controsoggetti combinati con il soggetto secondo le regole del contrappunto triplo, cioè in maniera che tutte e tre le parti si possano combinare ad altezze diverse senza problemi. In queste fughe i controsoggetti accompagnano il soggetto a turno o contemporaneamente. Queste fughe sono le ultime tracce delle antiche fughe in cui a un soggetto veniva combinato un controsoggetto, poi quest'ultimo veniva abbandonato per essere sostituito da un altro, e così via.

### La coda
Durante l'esposizione accade che la stessa voce esegua prima il soggetto, e poi il controsoggetto per accompagnare la risposta eseguita nell'altra voce. Il soggetto e il controsoggetto si possono trovare uno dopo l'altro, oppure collegati fra loro dalla coda. Quest'ultima è un frammento melodico (spesso breve, ma vi sono anche code di una certa lunghezza) che ha la funzione di collegare melodicamente (evitando interruzioni del discorso musicale) e tonalmente (passando dalla tonica alla dominante) il soggetto e il controsoggetto. La coda può essere simile al soggetto, oppure al controsoggetto, oppure ancora può presentare un disegno autonomo. Comunque sia, la linea che ne risulta è sempre la più lineare possibile, tanto che non sempre è facile distinguere dove inizia e dove finisce la coda. Il disegno melodico della coda è di particolare interesse soprattutto quando è autonomo: infatti anche questo elemento strutturale può essere ripreso nel corso della fuga (si veda per esempio la Fuga II de Il clavicembalo ben temperato, vol. 1)

### Le parti libere
Si tratta di linee melodiche non obbligate, tali quindi che durante lo sviluppo della fuga (a differenza del soggetto e del controsoggetto) non devono necessariamente ripresentarsi nelle stesse forme ritmico-melodiche. Possono essere scritte in contrappunto semplice o doppio. Possono seguire le caratteristiche di uno degli elementi già proposti, oppure avere un disegno autonomo. La loro funzione durante l'esposizione è di riempimento, e si presentano in quelle linee melodiche che hanno già eseguito soggetto e controsoggetto. Nel resto della fuga invece, anche queste parti vengono spesso riprese e utilizzate in modo attivo (anche in questo caso si veda il precedente esempio).

## Struttura generale della fuga
È praticamente impossibile tracciare una struttura precisa della fuga: infatti, soprattutto nel periodo settecentesco, questa non segue uno schema formale prestabilito, ma piuttosto si articola in modo diverso in relazione alle caratteristiche del soggetto utilizzato. Le fughe tramandateci dalla viva tradizione dell'arte musicale, oltre ad essere saggi di scrittura contrappuntistica, sono anche fondate su un originale senso della forma musicale e dell'organizzazione dialettica del materiale. Così non avviene nella già citata "fuga scolastica" (che è appunto la forma tipicamente accademica insegnata nei corsi di composizione dei Conservatori), che non ha il fine di creare effetti espressivi intensi e originali, ma piuttosto si sforza di costituire un "compendio" delle tecniche contrappuntistiche. A causa dell'omogeneità delle "ricette" formali prescritte, nella "fuga scolastica" non può infatti esistere la caratterizzazione espressiva del soggetto.
In una fuga il numero di voci è sempre costante, a parte alcune licenze riscontrabili in certe fughe di Bach, di Händel, di Scarlatti, in cui talvolta una voce viene raddoppiata, o si trasforma in un accordo: questo succede soprattutto nella parte conclusiva o, più in generale, quando il tema vuole essere posto in grande evidenza espressiva. In linea di massima comunque, il numero di voci spazia da 2 a 6. Le fughe per organo sono tipicamente a quattro voci (perché la voce più bassa viene affidata alla pedaliera). Le fughe scritte per clavicembalo sono più spesso a tre voci, in quanto la presenza di una sola tastiera rende più difficile l'esecuzione di fughe con un numero maggiore di voci. Il tipo di fuga che predilige un numero alto di voci è la fuga-ricercare, mentre la fuga-danza preferisce tre voci, per una composizione più agile e scorrevole. È raro trovare fughe a due voci: più spesso queste sono chiamate fughette, duetti o invenzioni. Ancora più rare sono le fughe a sei voci, per la grande difficoltà compositiva. Un esempio famoso di fuga a sei voci è il Ricercare a 6 dell'Offerta Musicale.
Dal punto di vista della sua struttura generale, la fuga è una composizione bipartita o tripartita, dove ogni parte è formata da due o tre sezioni di svolgimento. In pratica il compositore costruisce la fuga agganciando le varie sezioni, ciascuna delle quali è caratterizzata da un proprio trattamento del materiale dato dalla prima sezione, che è detta esposizione. Una fuga può contenere da 2 a 6 sezioni: la prima sezione della fuga è sempre l'esposizione, quella parte che è più soggetta a delle regole, mentre la seconda o fa parte del corpo della fuga, o è una riesposizione (o controesposizione). Le parti successive costituiscono il corpo della fuga, che si basa sugli elementi dell'esposizione e ne impiega le potenzialità contrappuntistiche ed espressive. La costruzione delle sezioni del corpo della fuga è molto varia: se è vero che l'esposizione è la presentazione degli elementi che costituiscono la fuga, è pur vero che a seconda della piega che prende il corpo della fuga la composizione acquista un carattere diverso. La fuga si conclude sempre con una cadenza finale, a cui si può giungere in diversi modi: con un'entrata del soggetto posto in maniera da risultare incisivo ed evidente, con una coda, con un divertimento conclusivo. Nelle fughe per organo ci si avvale spesso della pedaliera: per sottolineare un tema in maniera particolarmente evidente, per un assolo nella coda, per tenere una nota (pedale) che confermi la tonalità di conclusione, talvolta risultando essere una voce di troppo. Nelle fughe per clavicembalo non è raro che la fuga si concluda con l'armonizzazione del soggetto, esulando anche qui dal numero di voci previste. Generalmente le fughe in tonalità minore si concludono nella corrispondente tonalità maggiore (una fuga in sol minore si concluderà, per esempio, in sol maggiore).

## Esposizione e riesposizione
L'esposizione è sempre la prima sezione della fuga, e le sue caratteristiche sono decisive per il resto della composizione, perché gli elementi dell'esposizione sono quelli su cui si basa tutta la fuga (con qualche eccezione naturalmente: è sempre possibile inserire elementi nuovi nella fuga).
|               | Fase 1   | Fase 2         | Fase 3         | Fase 4         |
| ------------- | -------- | -------------- | -------------- | -------------- |
| Soprano (S)   | Soggetto | Controsoggetto | Parte libera   | Parte libera   |
| Contralto (A) | -        | Risposta       | Controsoggetto | Parte libera   |
| Tenore (T)    | -        | -              | Soggetto       | Controsoggetto |
| Basso (B)     | -        | -              | -              | Risposta       |

Questo tipo di struttura fa capo alle antiche composizioni vocali da cui deriva la fuga. Infatti le due voci corrispondenti alle voci femminili si trovano a distanza di quinta o di quarta, e così le due voci maschili. Le voci acute femminile e maschile (soprano e tenore) si trovano a distanza d'ottava, e così le voci gravi, alto e basso. Questa corrispondenza tuttavia non va intesa in senso stretto: nella fuga le voci non sono tenute a rispettare l'estensione delle voci corali: anzi, sono libere di spaziare in un ambito molto più grande.
A questo punto risulta chiaro il motivo per cui la risposta viene data alla dominante: è chiaro che essendo tale la distanza delle voci, si preferiscono le imitazioni alla quinta (quindi alla dominante) o all'ottava. La combinazione sopra prospettata non è affatto l'unica possibile: qualunque combinazione di voci è valida, purché il soggetto e la risposta si trovino alla giusta distanza, e i soggetti si presentino a distanza di ottava. Indicando con le iniziali ciascuna voce, le combinazioni più usate a quattro voci sono SATB e TASB. Possibilità meno usate sono ATBS e BTAS, rare ASBT e TBSA, quasi sconosciute SBTA e BAST. A tre voci sono più usate SAT e ASB. A cinque voci si considera una voce raddoppiata, mentre a due voci le entrate vengono distanziate di un'ottava e mezzo. Se la fuga è per organo, sarà più probabile trovare l'uso della pedaliera (corrispondente al basso) come ultima entrata. A queste formule di base sono applicabili molte varianti: non mancano casi in cui la successione di entrate non prevede l'esatta alternanza di soggetto e risposta (come ad esempio la fuga 1 del primo volume del Clavicembalo Ben Temperato dove l'alternanza è soggetto, risposta, risposta, soggetto), casi in cui delle quattro voci tre propongono il soggetto, e solo una la risposta. Un altro caso particolare è quello del tema a due voci, quando mentre la prima voce esegue il soggetto, la seconda entra eseguendo il controsoggetto. In queste fughe soggetto e controsoggetto formano un insieme unitario, che raramente troviamo separato nel corso della composizione: per questo si parla di tema a due voci.
La distanza fra le entrate delle voci non è sempre uguale: molto spesso soggetto e controsoggetto sono collegati da una coda; inoltre spesso dopo la prima coppia soggetto-risposta entrambe le voci eseguono un dialogo contrappuntistico che dà respiro alla composizione, ma porta verso l'entrata della terza voce, e lo stesso può avvenire con l'entrata della quarta voce e della quinta, e a conclusione dell'intera esposizione. Il soggetto e la risposta possono anche trovarsi in stretto, cioè la risposta inizia mentre ancora la voce iniziale non ha terminato di esporre il soggetto. In questo caso si parla di esposizione in forma di stretto. Non tutte le entrate naturalmente devono essere in stretto: talvolta solo una o alcune entrate sono in stretto, mentre le altre no.
Da ricordare che, nelle situazioni sopra presentate, può avvenire che alla fine delle entrate non tutte le voci abbiano eseguito soggetto e risposta. In tal caso alla fine dell'esposizione la voce che ancora non ha esposto il tema esegue il soggetto. Bisogna inoltre aggiungere che l'esposizione, essendo una sezione della fuga come le altre, sottostà alla regola per cui in una sezione il tema si può presentare tante volte quante sono le voci più una. Pertanto alla fine dell'esposizione una voce può riesporre il tema: si parla di entrata supplementare. Normalmente la voce che riespone il tema non lo ripete identico a come lo ha già esposto: spesso al posto del soggetto esegue la risposta (e viceversa), oppure alza il tema di un'ottava, oppure ancora trasporta il tema in un'altra tonalità (caso piuttosto raro).
Durante l'esposizione, accade abbastanza spesso che il soggetto e la risposta subiscano delle varianti. Questo avviene soprattutto all'entrata della terza voce, quando il soggetto si ripresenta insieme ad altre due voci, e quindi necessita di aggiustamenti. Tali modifiche vengono effettuate soprattutto nella parte finale, meno spesso in quella iniziale. Allo stesso modo la seconda entrata della risposta (entrata della quarta voce) può presentare delle differenze: può essere reale invece che tonale, oppure può essere plagale, o presentare varianti necessarie al buon andamento della fuga. Casi particolari sono rappresentati dal Preludio 3 del Clavicembalo Ben Temperato volume 1 (dove la terza entrata del soggetto è in moto contrario), e da L'arte della fuga. In quest'ultima opera molte fughe presentano entrate variate usando gli artifici contrappuntistici: risposte e soggetti vengono eseguiti in moto contrario, per aumentazione (cioè un'entrata in cui la durata delle note è raddoppiata) e per diminuzione (cioè un'entrata in cui la durata delle note è dimezzata).
Altri elementi che possono subire varianti sono il controsoggetto e la coda, e questo capita ancora più frequentemente di quanto accada a soggetto e risposta: infatti il controsoggetto e la coda sono parti secondarie rispetto al soggetto o alla risposta (che altro non è che un'imitazione del soggetto). Oltre a subire le tipiche variazioni di "assestamento" che abbiamo già visto, molto spesso il controsoggetto viene modificato completamente (pur basandosi sugli stessi capisaldi), oppure viene suddiviso tra due voci o anche fra tre, oppure ancora non segue lo schema prefissato e viene eseguito due volte dalla stessa voce, infine può essere abbandonato completamente e sostituito. La coda è ancora più libera, e spesso subisce alterazioni mediante le tecniche contrappuntistiche. Per quanto riguarda le parti libere, esse in genere hanno scarsa rilevanza, in quanto molto spesso fungono da semplice completamento, anche per non intralciare il percorso degli elementi di maggiore spicco. Spesso si pongono in imitazione col soggetto (o col controsoggetto), oppure accompagnano il soggetto (o il controsoggetto) eseguendone la stessa figurazione. A volte accade (soprattutto nelle fughe a tre voci, dove vi è una sola parte libera) che la parte libera abbia una ben decisa personalità, nel qual caso può essere usata come secondo controsoggetto, e il soggetto e i due controsoggetti sono in contrappunto triplo tra loro (si possono porre uno sopra l'altro senza rischiare cacofonie). A volte le parti libere arrivano a formare anche tre controsoggetti.
A conclusione dell'esposizione, la sezione successiva può presentare una riesposizione o una controesposizione. Nel caso della riesposizione si replica l'esposizione cominciando come di consueto dall'esposizione del soggetto, però con una diversa successione di voci: se, per esempio, l'esposizione era stata ATBS, la riesposizione potrebbe essere TASB. Nel caso della controesposizione invece si comincia dalla risposta: in questo caso l'ordine espositivo è invertito in risposta-soggetto-risposta-soggetto. Riesposizione e controesposizione non iniziano mai a voce sola come per l'esposizione, ma almeno a due voci. A volte risulta difficile distinguere tra una vera e propria ri/controesposizione e una sezione appartenente al corpo della fuga: quando la ri/controesposizione subisce parecchi cambiamenti, oppure è incompleta (cioè non tutte le voci riespongono il soggetto o la risposta). Può accadere infatti che tale ri/controesposizione altro non sia che una seconda sezione della fuga in cui non si esce dall'ambito tonale dell'esposizione.

## Corpo della fuga
Come già detto sopra, la fuga è organizzata in sezioni. Il corpo della fuga è l'insieme delle sezioni che vanno dalla fine dell'esposizione (o della ri/controesposizione se c'è) alla fine della fuga. Ciascuna sezione ha dei parametri che la caratterizzano, utili a determinarne l'inizio e la fine. Le sezioni infatti sono caratterizzate da entrate tematiche, cadenze alla fine, diversità nel numero di voci, modifiche effettuate sul soggetto, divertimenti e stretti. Inoltre le sezioni rientrano in uno schema più grande: di norma la fuga viene costruita usando schemi formali che possono riguardare sia la fuga nel suo complesso (schemi globali del tipo ABA, AB, ecc.), sia singole parti (come divertimenti simili in posizioni simili). L'intero corpo della fuga è caratterizzato dall'opposizione tra riproposte tematiche e divertimenti vista come contrasto tra staticità e dinamicità. I divertimenti costituiscono una situazione dinamica perché lavorano sugli elementi già presenti ma li approfondiscono e li arricchiscono, in contrapposizione con le riproposte tematiche, che non introducono elementi nuovi.

### Le riproposte tematiche
In ogni sezione vi sono come minimo due entrate tematiche, come massimo un numero di entrate pari al numero delle voci più uno (il che equivale a dire che una voce esegue il tema due volte: l'entrata in più si chiama "supplementare", come già detto). L'entrata supplementare, se c'è, è sempre l'ultima della sezione. Non è necessario che tutte le voci abbiano esposto il tema perché vi sia un'entrata supplementare. La presenza dell'entrata supplementare è utile quindi a identificare la fine di una sezione.
Durante la fuga spesso alcune voci chiudono la loro linea melodica e pausano per un certo tempo, riducendo così il numero di voci. Questo avviene soprattutto quando una voce pausa al principio della sezione per poi rientrare esponendo il tema. Raramente avviene che una voce pausi quando inizia il tema esposto da un'altra voce. Il pausare delle voci è una caratteristica importantissima per assicurare la respirazione e la fluidità del discorso musicale. Il numero delle voci non arriva mai ad una sola, tranne in casi rarissimi. A volte un'intera sezione è caratterizzata da un numero ridotto di voci, soprattutto quando la fuga è in stile fuga-concerto, in maniera da simulare il contrasto "tutti" e "soli" tipico del concerto barocco.
Generalmente le tonalità intorno a cui si articolano le sezioni sono quelle della tonalità d'impianto e della dominante (perché è la tonalità della risposta), e le eventuali modulazioni non si allontanano mai troppo da queste tonalità e tendono continuamente a ritornarvi, fino alla conclusione che è sempre nella tonalità d'impianto (escludendo le fughe in tonalità minore che, per un'antichissima tendenza barocca, tendono a concludere nella stessa tonalità però maggiore). Un'altra possibilità è quella del trasporto nella tonalità d'impianto cambiata di modo: da modo maggiore a minore e viceversa. Quando il soggetto ha risposta tonale, bisogna distinguere all'interno della fuga tra trasporto del soggetto e trasporto della risposta: quando la risposta si ripresenta reale, in questo caso va considerata come soggetto trasportato alla dominante, non come risposta.
Un altro elemento che caratterizza una sezione è la maniera in cui il tema viene modificato. Elemento fondamentale della musica barocca è la variazione: la parte del tema che più tende a subire variazioni è quella iniziale, che spesso entra a far parte di una progressione. Anche la conclusione viene spesso variata, soprattutto per collegare il disegno contrappuntistico a quello successivo. A volte invece tutto il tema viene suddiviso tra due voci, oppure viene modificato affinché moduli in un'altra tonalità. Inoltre può essere accorciato, allungato, modificato secondo un qualche artificio contrappuntistico. Altri casi possibili sono il tema eseguito per moto contrario, artificio usato spesso nelle fughe in stile antico e in quelle tipo danza; meno spesso il tema eseguito per diminuzione o per aumentazione, o combinando due di questi artifici (aumentazione e inversione insieme, diminuzione e inversione insieme). Se il tema è lento può presentarsi raddoppiato in ottava da un'altra voce o realizzato in accordi per motivi di rinforzo sonoro (quest'ultimo è uno dei rarissimi casi in cui viene violata la regola delle voci, in quanto qui a una voce corrispondono due o più note contemporanee). Bach predilige il raddoppio del tema per terze o seste parallele per motivi espressivi. In Buxtehude spesso la fuga segue la tradizione della canzona ed è divisa in tre o quattro parti presentando in ciascuna un diverso soggetto che è uno la variazione dell'altro. Tali soggetti presentano spesso un tempo diverso. Si formano così una serie di brevi fughe, spesso precedute da un preludio e concluse da una toccata.
Per quanto riguarda le variazioni del controsoggetto, tutto dipende dallo stile della fuga. In quelle in stile antico spesso il controsoggetto non spicca particolarmente e viene continuamente variato, se non addirittura sostituito. In altre (soprattutto le patheticae o tipo danza) il controsoggetto viene mantenuto integro. Nel caso della fuga a due controsoggetti l'entrata del secondo spesso indica l'inizio di una nuova sezione, a meno che il secondo controsoggetto non sia una parte libera particolarmente incisiva
Un artificio contrappuntistico tipico di molte fughe è l'utilizzo di stretti. Si definisce stretto l'imitazione di un disegno melodico eseguito da una certa voce prima che tale disegno sia terminato. L'imitazione avviene più spesso all'ottava, ma niente impedisce che avvenga in altri intervalli. Negli stretti può essere necessario modificare anche in maniera parecchio accentuata il tema per adattarlo all'imitazione. Si possono applicare gli artifici dell'inversione, dell'aumentazione e della diminuzione. 
Lo stretto tende a coinvolgere soprattutto due voci vicine o distanti un'ottava, mentre le altre si muovono in contrappunto libero o pausano. Spesso solo una delle voci guida lo stretto e predomina sull'altra (o sulle altre): si tratta della voce il cui contesto tonale corrisponde a quello generale, oppure della voce che presenta tutto il tema e non solo il suo inizio, oppure di quella più fedele al tema originale, o semplicemente della prima voce a iniziare lo stretto. Lo stretto conta come una sola entrata (infatti una sola voce è principale) quindi una sezione non può coincidere con uno stretto perché le entrate devono essere come minimo due.
Da ricordare che le entrate dello stretto non superano mai le due battute di distanza e soprattutto iniziano quando il tema non ha ancora raggiunto il suo punto di maggiore carica espressiva. Si parla di strettissimo quando l'imitazione entra appena un tempo (o due tempi) di battuta dopo l'entrata del tema. Non succede quasi mai che la distanza delle entrate vari nello stesso stretto a negli altri stretti di una stessa fuga. A volte si può avere lo stretto doppio, in cui vengono coinvolti soggetto e controsoggetto: più spesso il controsoggetto è completamente sacrificato alle necessità dello stretto. L'inizio di uno stretto è preceduto spesso da una forte chiusura cadenzale, oppure si aggancia alla linea che precede. La conclusione non avviene con una cadenza a meno che non si voglia mettere in evidenza la fine di una sezione: si preferisce agganciarlo con fluidità. Un caso analogo allo stretto avviene quando un frammento viene palleggiato tra due o più voci, magari in progressione (soprattutto discendente).

### I divertimenti
Il divertimento è un momento di gioco contrappuntistico in cui viene messa in luce una particolare caratteristica del soggetto o delle altre linee di contorno. Nel periodo del secondo barocco (Dietrich Buxtehude, Johann Pachelbel) si tendeva a costruire divertimenti molto brevi, che non si basavano sempre sui temi dell'esposizione. Nel tardo barocco (Johann Sebastian Bach, Georg Friedrich Händel, Domenico Scarlatti) i divertimenti furono generalmente basati sugli elementi di spicco dei temi. Naturalmente questo significa che i divertimenti sono importantissimi, perché sviluppano il tema in un particolare modo che dà una piega diversa alla composizione. I divertimenti tendono ad essere caratterizzati dalla progressione di elementi tematici, modulanti e non. I divertimenti possono essere costituiti anche da due o più progressioni diverse ed essere suddivisi in tanti settori quante sono le progressioni. Se un qualche divertimento è presente nella fuga, esso avrà caratteristiche diverse a seconda del contesto in cui è inserito.
Se il divertimento è posto alla fine di una sezione (può comprendere l'entrata supplementare), allora si basa più frequentemente su una progressione breve, spesso ascendente, perché il discorso musicale deve andare verso un crescendo di tensione per giungere alla cadenza. In questo genere di divertimento è sempre presente almeno un elemento nuovo, che si unisce agli elementi vecchi in sintonia con il carattere della fuga. Questo elemento o non è mai comparso prima, o è una possibilità non ancora sfruttata nei precedenti divertimenti (una variazione di un tema già esistente per esempio). Se il divertimento è posto all'interno di una sezione, allora più frequentemente elabora del materiale espositivo. Le progressioni sono ampie, con conseguente lunghezza del divertimento, e il divertimento è collocato sempre tra due entrate tematiche. Quando questo divertimento contiene più di una progressione, presenta spesso la struttura ABA', in cui alla conclusione del divertimento la prima progressione si ripresenta variata. Se il divertimento contraddistingue una sezione in particolare, allora si trova spesso all'inizio della sezione e si ripresenta più avanti come divertimento interno e/o finale. Non è un tipo di divertimento che compare spesso nelle fughe, e raramente ne troviamo più di uno nella stessa fuga. I suoi elementi sono caratteristici di quella sezione a tal punto che non si ripresentano più nel corso della composizione, anche perché questo tipo di divertimento utilizza elementi che non sono legati al materiale dell'esposizione, oppure molto variati in modo da sembrare autonomi. Se tutti i divertimenti di una fuga si basano sempre sullo stesso materiale, allora fanno percepire in maniera accentuata il contrasto tra elementi tematici e divertimenti, con una specie di struttura a rondò. Naturalmente questi divertimenti sono spesso variati, anche perché non possono esistere due divertimenti uguali in una fuga, e si corrispondono in uno schema ben preciso: si possono avere due divertimenti diversi e uno che li riunisce, oppure variazioni successive dello stesso divertimento, o di due divertimenti.
Le possibilità combinatorie dei divertimenti sono tantissime: questi quattro tipi di divertimenti sono solo uno schema generale delle tipologie, non dei casi possibili: si possono avere intere fughe prive di divertimenti, o non avere divertimenti di un certo tipo, o possedere solo divertimenti di un certo tipo, o avere divertimenti "ibridi", oppure ancora divertimenti che si presentano in più di una sezione della fuga variati opportunamente. I casi più frequenti di questa possibilità sono il divertimento finale che ritorna come finale (in un'altra sezione ovviamente), il divertimento interno che ritorna come interno, il divertimento finale che ritorna come interno. Per questo non capita raramente che in una fuga tutti i divertimenti siano costruiti su due o tre divertimenti di base. A volte un divertimento riassume in sé i divertimenti che lo precedono. Qualsiasi elemento già presentato o da presentare può essere utile a costituire un soggetto, nelle modalità più varie. C'è da ricordare però che normalmente i divertimenti non sono troppo lunghi, e si adattano sempre al carattere della fuga: se, per esempio, la fuga è di stampo toccatistico, il divertimento può assumere le caratteristiche di un passaggio virtuosistico.

### Altri elementi della fuga
Anche se le riproposte tematiche sono contrapposte ai divertimenti, gli elementi della fuga non si esauriscono con essi. Alcuni elementi di completamento infatti non possono essere considerati né divertimenti, né entrate tematiche:
- La cadenza: è un elemento che si trova sempre al termine di ogni sezione, ed evidenzia la sensazione di "conclusione" e identifica ancor meglio la fine della sezione. Le cadenze possono concludere non solo una sezione, ma anche un'intera parte. Per questo la cadenza di sezione a volte è sospesa o evitata, così da non dare un senso di chiusura troppo accentuato. Invece la cadenza che conclude una sezione e una parte è sempre ben decisa e conclusiva. La grande abilità dei compositori barocchi sta proprio nel riuscire a collegare la cadenza con l'inizio della sezione successiva con continuità e senza dare la sensazione di "fermata", pur evidenziando la fine di una sezione. Le cadenze tendono quindi a riprendere i motivi della fuga e a portarli tutti insieme verso una conclusione. Nel barocco i compositori erano soliti finire una fuga con una cadenza piccarda, un tipo di cadenza composta in cui si passa da una tonalità minore ad una maggiore. Questo tipo di cadenza era causato dall'idea che la tonalità minore fosse ancora oscura ai tempi del '600 dato che a quei tempi erano conosciuti, a livello matematico, solo gli armonici superiori e non quelli inferiori, che avrebbero dovuto creare una triade minore.
- L'entrata apparente: si tratta di un ingresso del soggetto che si limita alla sola parte iniziale e per questo non può essere considerato come vera entrata tematica. È molto importante non fare confusione tra entrate apparenti e altre costruzioni simili (come per esempio un divertimento basato sull'incipit del soggetto). Le entrate apparenti possono avere diverse funzioni: preannunciare l'arrivo di una vera entrata, perorare il tema nella coda al termine della fuga, o ancora separare un divertimento in più parti.
- Il prolungamento tematico: è molto simile all'entrata apparente, solo che in questo caso la ripetizione riguarda la parte finale del soggetto dopo la sua esecuzione da parte di un'altra voce rispetto a quella che lo ha esposto. Può essere trasportato in un'altra tonalità, per modulare il discorso musicale verso quella tonalità.
- Il raccordo: si tratta di un collegamento tra due entrate tematiche, che non può essere considerato divertimento perché non contiene progressioni. È molto usato nelle fughe in stile antico e dagli autori prebachiani.

## La fuga di scuola
Dal punto di vista strutturale la fuga di scuola presenta una forma tripartita la quale si articola nelle seguenti parti o sezioni:
- Esposizione
- Sviluppo o elaborazione
- Stretti

Nella sezione espositiva le voci entrano una alla volta presentando alternativamente il soggetto e la risposta come in una normale fuga. Il soggetto viene enunciato dalla 1ª voce a solo (questo è il caso più frequente), ossia senza l'accompagnamento di altre parti. Fa seguito la risposta, introdotta dalla 2ª voce accompagnata dal controsoggetto il quale è posto nella medesima parte che precedentemente ha enunciato il soggetto. La fase successiva è rappresentata dall'ingresso della 3ª voce che ripropone il soggetto accompagnato dal controsoggetto, posto questa volta nella 2ª voce, e da una parte libera. La 4a voce ripropone la risposta e dopo la sua completa enunciazione ha termine l'esposizione di fuga. 
Non sempre però viene osservato questo schema espositivo. A volte la successione delle entrate può essere: soggetto - risposta - risposta - soggetto, come avviene ad esempio nella fuga n° 1 del 1° volume del Clavicembalo ben temperato di J.S.Bach. In quest'opera si incontra sovente anche un'altra disposizione: soggetto - risposta - soggetto - soggetto (cfr. fuga n° 14 del 1° volume). 
Spesso tra un'entrata e l'altra delle voci possono essere interpolati dei piccoli episodi basati su progressioni unitonali o modulanti denominati divertimenti, i quali utilizzano materiale ritmico-melodico tratto dal soggetto, dal controsoggetto o dall'eventuale Coda. Ciò può verificarsi tra la seconda e terza entrata tematica e a volte anche tra la terza e quarta.
La sezione successiva è costituita dallo sviluppo, il quale si articola in ripercussioni del soggetto e della risposta nelle cosiddette tonalità vicine, collegate tra loro da divertimenti di più ampio respiro rispetto a quelli dell'esposizione. Le ripercussioni possono anche essere incomplete, cioè costituite dalla singola ripetizione del soggetto o della risposta, o presentare questi elementi tematici per moto contrario (cfr. gli sviluppi delle fughe nn. 14 e 15 del 1° volume del Clavicembalo ben temperato).
Dopo le varie ripercussioni di soggetto e risposta si incontra la sezione degli stretti, costituita da entrate ravvicinate tra soggetto e risposta, le quali determinano sovrapposizioni a canone in cui la risposta entra prima che la serie di note costituenti il soggetto abbia termine. Gli stretti possono anche verificarsi tra soggetto e soggetto, tra risposta e risposta, o tra risposta e soggetto, sia utilizzando questi elementi nella loro forma originale, sia per moto contrario, per moto retrogrado, per aggravamento o diminuzione. L'ultimo stretto spesso si sviluppa su un pedale, in genere di tonica, cioè su un suono posto nella voce di basso sul quale si susseguono successioni armoniche dissonanti nei confronti del pedale stesso.
L'immagine sottostante riporta l'inizio di una fughetta di J. S. Bach, tratta dalla raccolta Kleine Präludien und Fughetten.

## Utilizzo della fuga
Le regole di composizione sono molto rigorose, ed hanno il fine ideale di una composizione basata su un unico tema, che trasmetta all'ascoltatore la sensazione di unità di intento musicale dall'inizio alla fine; d'altro canto la fuga autorizza anche una grande agilità strutturale e contrappuntistica, tanto è vero che molti musicisti di diversi periodi storici si sono cimentati in questo genere, sfruttandolo per la sua versatilità. In effetti è possibile affermare che la fuga non è una forma musicale nel senso, ad esempio, della forma sonata o del rondò, ma piuttosto un insieme di principi compositivi, ai quali il compositore conferisce una forma particolare, dipendente dalla sua sensibilità e dalle caratteristiche del materiale tematico impiegato.
Bach, sebbene non abbia creato questa forma compositiva, l'ha tuttavia coltivata con regolarità lungo tutta la sua parabola creativa, portandola ai suoi vertici espressivi e formali, particolarmente nella sua opera testamentaria L'arte della fuga, ne l'Offerta musicale, così come ne Il clavicembalo ben temperato. L'influenza del suo lavoro, immensa, si avvertirà solamente a partire dalle opere tarde di Wolfgang Amadeus Mozart.
I musicisti romantici utilizzeranno la fuga sia come forma autonoma, sia come sezione di opere di più ampio respiro. È appunto al romanticismo che risale la teorizzazione della fuga di scuola, e il suo impiego sistematico come strumento di studio della composizione.
La tecnica della fuga è stata anche utilizzata, in numerose composizioni, senza caratterizzare necessariamente l'insieme dell'opera; in questo caso si parla di passaggio fugato.
La fuga è una forma musicale che può essere scritta per qualsiasi strumento (non strettamente monodico), o insieme strumentale. Tuttavia, le più conosciute erano destinate agli strumenti da tasto, e forniscono un'ampia gamma di scelte interpretative all'esecutore, sia sull'organo, sia sul clavicembalo: su questi strumenti il contrappunto è più sensibile. Tuttavia Bach ha scritto tre ammirevoli fughe per violino solo (una per ogni Sonata per violino solo BWV.1001,2 - BWV.1003,2 - BWV.1005,2), che rappresentano una sfida alle limitate possibilità polifoniche di uno strumento tendenzialmente monodico.

### Casi particolari
- Una delle più celebri è la  Toccata e Fuga in Re minore di Bach, che però, nel manoscritto originale , è indicato solamente come "Toccata".
- La Fuga geografica di Ernst Toch è un'insolita fuga per coro parlato nella quale le quattro voci sono provviste delle indicazioni ritmiche mentre quelle melodiche risultano assenti.
- La Fuga del gatto di Domenico Scarlatti è caratterizzata da un insolito ed apparentemente casuale intervallo di temi tale per cui nel XIX secolo nacque la leggenda che fosse stato ispirato dal gatto del compositore napoletano che era solito camminare sulla tastiera del clavicembalo.